# マヒルノ
マヒルノは日本のロックバンド。2005年夏、東京にて結成、2010年4月1日解散。

## メンバー
- 赤倉滋（ボーカル、ギター）
- 大竹康範（ギター）
- 河野岳人（ベース）
- 松澤肇（ドラム）

## 旧メンバー
- 張江浩司（ドラム）2009年10月脱退

## 来歴
2005年夏、東京にて結成。
2006年8月11日、自主制作盤「1st CDR」を発表。11月29日マヒルノ+secchy共同企画「辺境のサーカス パート1」(共演：worst taste, 花のように, bronbaba, ウーネリーズ)を新宿MARSにて開催。
2007年2月22日、自主企画イベント「辺境のサーカス パート2」(共演：SHIFT, ANDERSENS, GeGeGeGe Quartet, bahAMaba, levelload(UK))をShibuya O-nestにて開催。7月23日自主制作盤「2ND」を発表。
2008年4月29日、自主企画イベント「辺境のサーカス パート3」（共演：PANIC SMILE, henrytennis, NISEUO cosmic-chang mothership progress）を下北沢ERAにて開催。5月23日自主制作盤「3RD」を発表。6月27日自主企画イベント「辺境のサーカス パート4」（共演：ウリチパン郡, ECD+イリシットツボイ, 千住宗臣SOLO, HOSOME）をShibuya O-nestにて開催。11月19日デビューミニアルバム「辺境のサーカス」を発表。12月19日自主企画イベント「辺境のサーカス パート5 special」（共演：Fresh!, YOMOYA）をShibuya O-nestにて開催。
2009年3月1日、自主企画イベント「辺境のサーカス パート6」（共演：VELTPUNCH, nhhmbase）をShibuya O－WESTで開催。4月22日1stフルアルバム「ジェネリックミュージック」を発表。6月6日に東京・Shibuya O-nestにてバンド初のワンマンライブ「辺境のサーカス part7」を開催。7月24日新潟・苗場スキー場にて野外ロックフェス「FUJI ROCK FESTIVAL '09」のROOKIE A GO-GOステージに出演、9月21日自主企画イベント「辺境のサーカス part8」（共演：lostage, KING BROTHERS）を新代田FEVERで開催。11月1日大阪にてライブハウスサーキットイベント「MINAMI WHEEL 2009」に出演。12月2日自主企画イベント「辺境のサーカス パート9〜マヒルノワンマン」Shibuya O-nestにて開催。
2010年3月13日、公式サイトとMyspace上で4月1日のライブを最後に解散することを発表、4月1日東京・渋谷O-nestで開催した自主企画イベント「辺境のサーカス パート10」（共演：クリトリック・リス）をもって解散。
2020年10月27日、全音源がサブスクリプションサービスにて解禁。

## 作品
- 1st CDR（2006年8月11日）自主制作盤
- 2ND（2007年7月23日）自主制作盤
- 3RD（2008年5月23日）自主制作盤
- 辺境のサーカス（2008年11月19日）ミニアルバム
- ジェネリックミュージック（2009年4月22日）フルアルバム